# 2013년 11월
| 2013년: 1월 · 2월 · 3월 · 4월 · 5월 · 6월 · 7월 · 8월 · 9월 · 10월 · 11월 · 12월 |

| <           | 2013년 11월 | 2013년 11월 | 2013년 11월 | 2013년 11월 | 2013년 11월 | >          |
| 일          | 월          | 화          | 수          | 목          | 금          | 토         |
|             |             |             |             |             | 1 9.28 신미 | 2 29 임신  |
| 3 10.1 계유 | 4 2 갑술    | 5 3 을해    | 6 4 병자    | 7 5 정축    | 8 6 무인    | 9 7 기묘   |
| 10 8 경진   | 11 9 신사   | 12 10 임오  | 13 11 계미  | 14 12 갑신  | 15 13 을유  | 16 14 병술 |
| 17 15 정해  | 18 16 무자  | 19 17 기축  | 20 18 경인  | 21 19 신묘  | 22 20 임진  | 23 21 계사 |
| 24 22 갑오  | 25 23 을미  | 26 24 병신  | 27 25 정유  | 28 26 무술  | 29 27 기해  | 30 28 경자 |

| - 11월 30일 - 폴 워커 (前 미국 배우) - 11월 25일 - 채명신 (前 대한민국 장군) - 11월 11일 - 박동진 (前 대한민국 외무부 장관) - 11월 10일 - 김영자 (前 대한민국 국회의원) 편집하기 |

## 2013년 11월 27일 (수요일)
정치
- 대한민국의 천주교인들이 국가정보원의 대선개입을 규탄하여 박근혜 대통령의 퇴진을 요구하다.

## 2013년 11월 21일 (목요일)
과학
- 러시아 야스니 발사장에서 대한민국의 과학기술위성 3호를 포함하여 6개국의 23개 위성이 성공적으로 발사되다.

사고
- 라트비아 리가에 위치한 맥시마 슈퍼마켓의 지붕이 붕괴하는 사고가 일어나, 사망자 54명을 포함하여 93명의 사상자가 발생하다.

## 2013년 11월 19일 (화요일)
사건
- 레바논 주재 이란 대사관 앞에서 2차례의 폭탄테러사건이 일어나, 23명의 사망자를 포함하여 169명의 사상자가 발생하다.

## 2013년 11월 18일 (월요일)
과학
- NASA가 대기 탐사를 통해 화성의 급격한 기후 변화의 원인을 규명키 위한 무인우주선 메이븐을 성공적으로 발사하다.

## 2013년 11월 17일 (일요일)
사고
- 러시아 카잔 공항에 착륙하던 국내선 비행기가 착륙하다가 지면에 충돌하여 폭발함으로써 승무원 6명을 포함하여 승객 50명이 모두 사망하다.

## 2013년11월 15일(금요일)
사회
- 중화인민공화국이 '한가정 한 자녀 정책'을 완화하여 부부 중 한 명이 독자일 경우 두 자녀까지 낳는 것을 허용하다.

## 2013년 11월 14일 (목요일)
경제
- 한국은행 금융통화위원회가 기준금리를 2.50%로 동결하다.

## 2013년 11월 8일 (금요일)
재해
- 필리핀 중남부 지역에 태풍 하이옌이 강타하여 12,000명 이상의 사망자가 발생하다.

## 2013년 11월 7일 (목요일)
경제
- 유럽중앙은행 금융통화정책회의가 기준금리를 0.25%p 인하한 0.25%로 결정하다.
- 영란은행 통화정책회의가 기준금리를 0.5%로 동결하다.

IT
- 마이크로소프트에서 윈도우 7, 윈도 서버 2008 R2용 인터넷 익스플로러 11이 발표되었다.

## 2013년 11월 6일 (수요일)
정치
- 야세르 아라파트 전 팔레스타인 정부 수반의 시체에서 늑골과 골반 등의 샘플 조직을 조사한 결과, 정상수치의 18~36배에 이르는 폴로늄210이 검출되다.

## 2013년 11월 5일 (화요일)
정치
- 대한민국 법무부가 헌법재판소에 통합진보당에 대한 위헌정당해산심판 청구서를 제출하다.